# L'ultima caccia (romanzo)
L'ultima caccia (The Boar), è un romanzo dello scrittore statunitense Joe R. Lansdale del 1998.

## Storia editoriale
Il romanzo inizialmente era stato intitolato Get Back, Satan (tradotto letteralmente dall'inglese "vade retro, Satana"); tuttavia, anche a seguito del rifiuto di un primo editore cui aveva sottoposto il racconto per la pubblicazione, l'autore decise di mettere da parte l'opera. Quando anni dopo rimise mano al romanzo, decise che era perfetta così come era stata scritta e cambiò soltanto il titolo con uno più incisivo: l'opera fu intitolata  The Boar (letteralmente "il cinghiale").
L'idea dell'autore era di scrivere una storia semplice con una trama semplice ambientata nel periodo della grande depressione ma che non fosse incentrato sulle vicende politiche e sociali di quegli anni. Nel romanzo Lansdale ha modo di utilizzare spunti narrativi ispirati dai racconti familiari e storie avvenute nel Texas orientale, luogo di origine dell'autore. Essendo quel periodo storico ben presente nella storia familiare di Lansdale, l'autore non ha dovuto compiere particolari ricerche storiche, ma semplicemente richiamare alla memoria fatti e situazioni a lui note. Anche la figura del padre del protagonista ha molti aspetti in comune con il padre di Lansdale, anch'egli lottatore nelle fiere di paese.
Alcuni personaggi de L'ultima caccia ricorrono nel successivo romanzo In fondo alla palude (The Bottoms); all'autore piacevano e non poteva fare a meno di usarli nuovamente. Anche l'ambientazione e il periodo storico ricorrono in altre storie come la già citata In fondo alla palude, Tramonto e polvere ( Sunset and Sawdust), Cielo di sabbia (All the Earth, Thrown to the Sky) e Acqua buia (The Edge of Dark Wather).
Seppure il romanzo è stato a volte classificato come "per ragazzi", l'autore ha voluto dare all'opera molti differenti livelli di lettura: Lansdale non gradisce le etichette, per lui "un libro è un libro, e un libro, ti piace oppure no".
Intorno al romanzo c'è stato un certo interesse per una trasposizione cinematografica: in attesa che il progetto si concretizzi, Lansdale ha già collaborato alla scrittura della sceneggiatura.

## Trama
(Joe R. Lansdale, L'ultima caccia)
Il romanzo è ambientato nel Texas orientale nel periodo della grande depressione; il quindicenne Ricky vive con la sua famiglia in una piccola casa nella zona paludosa vicino al fiume Sabine. Leonard, padre affettuoso e marito attento, è costretto ad allontanarsi per alcune settimane per guadagnare del denaro con i combattimenti di lotta libera nelle fiere itineranti. Durante l'assenza del padre un cinghiale devasta la coltivazione di mais della famiglia. Sembra sia il leggendario animale che da moltissimo tempo terrorizza gli abitanti del luogo tanto da essere soprannominato "Vecchio Satana". Anni prima il vecchio cacciatore nero, "Zio Pharaoh", nel tentativo di abbattere l'animale era stato gravemente ferito perdendo l'uso delle gambe. Molti altri avevano tentato di cacciare il Vecchio Satana, senza successo e in alcuni casi con devastanti risultati.
Una sera il cinghiale si spinge fino alla casa di Ricky, tentando di ucciderlo, sfondando la porta, massacrando i cani e terrorizzando la madre incinta che rischia di perdere il bambino. Ricky e il fratello di dieci anni, Ike, nonostante il pericolo durante la notte riescono a trasportare la madre febbricitante a casa del dottore, amico di famiglia, Doc Travis. Ricky decide di eliminare l'animale sia per vendicare l'uccisione dei cani e l'aggressione alla madre, sia per senso di responsabilità nei confronti della famiglia in assenza del padre.
Ricky si rivolge all'amico di colore Abraham, nipote di Zio Pharaoh, la cui casa è stata da poco visitata dalla furia omicida dell'orrendo cinghiale. Grazie ai consigli dell'anziano cacciatore i due ragazzi trovano e inseguono l'animale e, durante uno scontro risolutivo che vedrà i due ragazzi feriti e la loro muta di cani da caccia decimata, riescono fortunosamente ad uccidere il Vecchio Satana.

## Personaggi
Richard "Ricky" Harold DaleIl quindicenne, protagonista del romanzo. Appassionato di romanzi d'avventura, si trova a dover affrontare il pericoloso cinghiale per il bene della famiglia.
Abraham WilsonAmico di colore di Ricky, lo accompagna nella caccia al letale cinghiale aiutandolo con coraggio a ucciderlo.
Doc TravisIl medico amico del padre di Ricky.
Ike DaleIl fratellino di dieci anni di Ricky. Molto più maturo della sua età.
Beth DaleLa madre di Ricky. Incinta e prossima al termine della gravidanza.
Leonard DaleIl padre di Ricky. Si allontana dalla famiglia per alcune settimane per raggranellare un po' di soldi nei combattimenti di lotta libera nella fiere itineranti.
Il Vecchio SatanaIl gigantesco cinghiale spinto da impulso omicida. In molti hanno tentato di ucciderlo, senza successo.
Zio PharaohIl vecchissimo nonno di Abraham. Cacciatore esperto, è rimasto paralizzato alle gambe dopo uno scontro con il Vecchio Satana avvenuto anni prima.

## Edizioni
- (EN) Joe R. Lansdale, The Boar, 1ª ed., Subterranean Press, 1998,  p. 169, ISBN 1-892284-03-0.
- Joe R. Lansdale, L'ultima caccia, traduzione di Seba Pezzani, Collezione atlantica, Fanucci, 2006,  p. 177, ISBN 978-88-347-1149-1.
- (EN) Joe R. Lansdale, The Boar, Gere Donovan Press, 2011, ISBN 978-1-936666-18-8.
- Joe R. Lansdale, L'ultima caccia, traduzione di Seba Pezzani, Super ET, Einaudi, 2018,  p. 128, ISBN 9788806217129.